# زک سانتیاگو
زک سانتیاگو (انگلیسی: Zak Santiago؛ زادهٔ ۳ ژانویهٔ ۱۹۸۱) یک رقصنده اهل کانادا است.
او در فیلم خواهران کامل، پارک مدیتیشن و آشفتگی ۳ بازی کرده‌است.